# Mohamed Kallon
Mohamed Ajay Kallon (Freetown, 6 ottobre 1979) è un allenatore di calcio ed ex calciatore sierraleonese, di ruolo attaccante, tecnico del Kallon e della nazionale sierraleonese.

## Biografia
I suoi fratelli maggiori Kemokai e Musa sono entrambi stati calciatori professionisti.

## Carriera

### Giocatore

#### Club

##### Gli inizi e l'approdo in Italia
Messosi in luce nel campionato nazionale, fu acquistato dall'Inter che lo girò in prestito al Lugano. Nel 1997 passò al Bologna, esordendo in Serie A il 19 ottobre contro il Parma. In autunno, la formazione felsinea lo cedette in prestito al Genoa. Successivamente fece ritorno in massima categoria ben figurando con le maglie di Cagliari, Reggina e Vicenza. Durante la militanza italiana il suo nome viene spesso contratto in "Mimmo".

##### Il triennio all'Inter
Nell'estate 2001 rientra all'Inter, con cui non aveva mai giocato finora. Durante la prima stagione in nerazzurro, tra campionato e Coppa UEFA, realizza 15 gol in 40 presenze contribuendo al terzo posto in Serie A e al raggiungimento della semifinale europea. L'anno seguente trova minor spazio, segnando comunque 5 gol in campionato. Nell'autunno 2003 risulta positivo a un controllo antidoping, ricevendo una squalifica di 8 mesi. Il provvedimento viene poi ridotto, con l'attaccante che torna in campo nel maggio 2004.

##### Le esperienze successive
Nel luglio 2004 viene cercato dal club francese del Monaco, che lo acquista per 4,7 milioni di euro. Con 14 gol aiuta la squadra del Principato a giungere terza in Ligue 1, mentre in Champions League la formazione è eliminata dal PSV negli ottavi di finale.
Il 29 luglio 2005 approda in prestito all'Al-Ittihad, in Arabia Saudita. Con il club saudita si piazza terzo posto in campionato, vince la Champions League asiatica contro l'Al-Ain, di cui è anche capocannoniere della competizione con 6 gol, vengono eliminati ai sedicesimi della Champions League araba dal Wydad Casablanca ai rigori, vengono eliminati in semifinale della Coppa del mondo per club dal San Paolo, perdendo anche la finale per il terzo e quarto posto con il Saprissa, vengono eliminati ai quarti dalla Coppa della Corona del Principe saudita dall'Al-Ahli.
Terminato il prestito il 30 giugno 2006 ritorna al Monaco, dove disputa poche partite. Con il club francese ottiene un nono posto in campionato, viene eliminato nella Coppa di Francia agli ottavi di finale dal Sochaux, viene eliminato dalla Coppa di lega francese agli ottavi di finale dal Stade Reims. La stagione seguente gioca le prime due partite di campionato, il 24 agosto rescinde il contratto.
Il 29 gennaio 2008 passa all'AEK Atene, dove gioca uno stralcio di stagione, realizzando peraltro 3 gol in 11 presenze. Il 25 agosto si trasferisce all'Al-Shabab, club degli Emirati Arabi Uniti, dopo di che ritorna in patria per giocare nel Kallon, squadra militante nella prima divisione del campionato della Sierra Leone da lui stesso acquistata nel 2002 per 30.000 dollari.
Il 2 marzo 2010 si accorda con lo Shanxi Chanba, arrivando a giocare nel campionato cinese. Alla fine dell'anno lascia il club. L'anno successivo viene ingaggiato dal Chirag United, club militante nella I-League, la massima serie indiana. Dal 2012 al 2016 ha militato nuovamente nel Kallon, di cui è presidente e di cui dal 2013 al 2014 è stato anche allenatore, prima di ritirarsi definitivamente.

#### Nazionale
Conta 33 presenze e 14 reti in nazionale.

### Allenatore
Il 26 giugno 2014 diventa allenatore della selezione Under-17 della nazionale sierraleonese.
Il 13 giugno 2017 inizia il corso da allenatore professionista categoria UEFA A a Coverciano, che abilita ad allenare formazioni giovanili e squadre fino alla Lega Pro e consente di essere allenatore in seconda in Serie A e B; il 7 settembre seguente supera con esito positivo l'esame di fine corso.
Nel settembre 2020 ottiene l'abilitazione per Allenatore Professionista di Prima Categoria - Uefa Pro.
Nel 2023 torna ad allenare il Kallon mentre a inizio 2025 viene scelto come commissario tecnico della nazionale della Sierra Leone.

## Statistiche

### Presenze e reti nei club
| Stagione              | Squadra               | Campionato            | Campionato | Campionato | Coppe nazionali | Coppe nazionali | Coppe nazionali | Coppe continentali | Coppe continentali | Coppe continentali | Altre coppe | Altre coppe | Altre coppe | Totale | Totale |
| Stagione              | Squadra               | Comp                  | Pres       | Reti       | Comp            | Pres            | Reti            | Comp               | Pres               | Reti               | Comp        | Pres        | Reti        | Pres   | Reti   |
| --------------------- | --------------------- | --------------------- | ---------- | ---------- | --------------- | --------------- | --------------- | ------------------ | ------------------ | ------------------ | ----------- | ----------- | ----------- | ------ | ------ |
| 1993                  | Old Edwardians        | PL                    | 0          | 0          | CSL             | ?               | ?               | -                  | -                  | -                  | -           | -           | -           | 0+     | 0+     |
| gen.-giu. 1994        | Old Edwardians        | PL                    | 27         | 12         | CSL             | ?               | ?               | -                  | -                  | -                  | -           | -           | -           | 27+    | 12+    |
| Totale Old Edwardians | Totale Old Edwardians | Totale Old Edwardians | 27         | 12         |                 | ?               | ?               |                    | -                  | -                  |             | -           | -           | 27+    | 12+    |
| 1994-1995             | Tadamon Sour          | PL                    | 24         | 15         | CL              | ?               | ?               | -                  | -                  | -                  | -           | -           | -           | 24+    | 15+    |
| 1995-1996             | Lugano                | LNA                   | 13         | 5          | CS              | 0               | 0               | -                  | -                  | -                  | -           | -           | -           | 13     | 5      |
| 1996-1997             | Lugano                | LNA                   | 19         | 1          | CS              | 0               | 0               | -                  | -                  | -                  | -           | -           | -           | 19     | 1      |
| Totale Lugano         | Totale Lugano         | Totale Lugano         | 32         | 6          |                 | 0               | 0               |                    | -                  | -                  |             | -           | -           | 32     | 6      |
| lug.-nov. 1997        | Bologna               | A                     | 2          | 0          | CI              | 4               | 2               | -                  | -                  | -                  | -           | -           | -           | 6      | 2      |
| nov. 1997-1998        | Genoa                 | B                     | 26         | 10         | CI              | -               | -               | -                  | -                  | -                  | -           | -           | -           | 26     | 10     |
| 1998-1999             | Cagliari              | A                     | 26         | 6          | CI              | 4               | 1               | -                  | -                  | -                  | -           | -           | -           | 30     | 7      |
| 1999-2000             | Reggina               | A                     | 30         | 11         | CI              | 7               | 3               | -                  | -                  | -                  | -           | -           | -           | 37     | 14     |
| 2000-2001             | Vicenza               | A                     | 25         | 8          | CI              | 1               | 0               | -                  | -                  | -                  | -           | -           | -           | 26     | 8      |
| 2001-2002             | Inter                 | A                     | 29         | 9          | CI              | 1               | 0               | CU                 | 11                 | 6                  | -           | -           | -           | 41     | 15     |
| 2002-2003             | Inter                 | A                     | 9          | 5          | CI              | 2               | 0               | UCL                | 6                  | 0                  | -           | -           | -           | 17     | 5      |
| 2003-2004             | Inter                 | A                     | 5          | 0          | CI              | -               | -               | UCL+CU             | 2+-                | 0+-                | -           | -           | -           | 7      | 0      |
| Totale Inter          | Totale Inter          | Totale Inter          | 43         | 14         |                 | 3               | 0               |                    | 19                 | 6                  |             | -           | -           | 65     | 20     |
| 2004-2005             | Monaco                | L1                    | 34         | 11         | CF+CdL          | 5+2             | 2+0             | UCL                | 9                  | 4                  | -           | -           | -           | 50     | 17     |
| 2005-2006             | Al-Ittihād            | PL                    | 26         | 12         | CPS             | ?               | ?               | ACL+CCA            | 6+?                | 6+?                | Cmc         | 3           | 1           | 35+    | 19+    |
| 2006-2007             | Monaco                | L1                    | 12         | 2          | CF+CdL          | 0+0             | 0               | -                  | -                  | -                  | -           | -           | -           | 12     | 2      |
| lug.-ago. 2007        | Monaco                | L1                    | 2          | 0          | CF+CdL          | 0+0             | 0               | -                  | -                  | -                  | -           | -           | -           | 2      | 0      |
| Totale Monaco         | Totale Monaco         | Totale Monaco         | 48         | 13         |                 | 7               | 2               |                    | 9                  | 4                  |             | -           | -           | 64     | 19     |
| gen.-giu. 2008        | AEK Atene             | SL                    | 8+3        | 2+1        | CG              | 0               | 0               | CU                 | 2                  | 0                  | -           | -           | -           | 13     | 3      |
| 2008-2009             | Al-Shabab Al-Arabi    | PL                    | 4          | 1          | CP+AGC          | ?               | ?               | ACL                | ?                  | ?                  | -           | -           | -           | 4+     | 1+     |
| 2009-2010             | Kallon                | PL                    | 11         | 2          | -               | -               | -               | -                  | -                  | -                  | -           | -           | -           | 11+    | 2+     |
| 2010                  | Shaanxi Chanba        | SL                    | 21         | 7          | CC              | 0               | 0               | -                  | -                  | -                  | -           | -           | -           | 21     | 7      |
| 2011-2012             | Chirag United         | IL                    | 0          | 0          | CI              | 0               | 0               | -                  | -                  | -                  | -           | -           | -           | 0      | 0      |
| 2012-2013             | Kallon                | PL                    | ?          | ?          | -               | -               | -               | CCC                | 4                  | 1                  | -           | -           | -           | 4+     | 1+     |
| 2014                  | Kallon                | PL                    | ?          | ?          | CSL             | ?               | ?               | -                  | -                  | -                  | -           | -           | -           | ?      | ?      |
| 2015                  | Kallon                | PL                    | -          | -          | CSL             | -               | -               | -                  | -                  | -                  | -           | -           | -           | -      | -      |
| 2016                  | Kallon                | PL                    | -          | -          | CSL             | -               | -               | -                  | -                  | -                  | -           | -           | -           | -      | -      |
| Totale Kallon         | Totale Kallon         | Totale Kallon         | 11+        | 2+         |                 | ?               | ?               |                    | 4                  | 1                  |             | -           | -           | 15+    | 3+     |
| Totale carriera       | Totale carriera       | Totale carriera       | 356+       | 120+       |                 | 26+             | 8+              |                    | 40+                | 13+                |             | 3           | 1           | 425+   | 142+   |

### Cronologia presenze e reti in nazionale
| Cronologia completa delle presenze e delle reti in nazionale ― Sierra Leone | Cronologia completa delle presenze e delle reti in nazionale ― Sierra Leone | Cronologia completa delle presenze e delle reti in nazionale ― Sierra Leone | Cronologia completa delle presenze e delle reti in nazionale ― Sierra Leone | Cronologia completa delle presenze e delle reti in nazionale ― Sierra Leone | Cronologia completa delle presenze e delle reti in nazionale ― Sierra Leone | Cronologia completa delle presenze e delle reti in nazionale ― Sierra Leone | Cronologia completa delle presenze e delle reti in nazionale ― Sierra Leone |
| Data                                                                        | Città                                                                       | In casa                                                                     | Risultato                                                                   | Ospiti                                                                      | Competizione                                                                | Reti                                                                        | Note                                                                        |
| --------------------------------------------------------------------------- | --------------------------------------------------------------------------- | --------------------------------------------------------------------------- | --------------------------------------------------------------------------- | --------------------------------------------------------------------------- | --------------------------------------------------------------------------- | --------------------------------------------------------------------------- | --------------------------------------------------------------------------- |
| 7-1-1995                                                                    | Freetown                                                                    | Sierra Leone                                                                | 2 – 0                                                                       | Gambia                                                                      | Qual. Coppa d'Africa 1996                                                   | -                                                                           | Uscita                                                                      |
| 8-4-1995                                                                    | Freetown                                                                    | Sierra Leone                                                                | 1 – 0                                                                       | Ghana                                                                       | Qual. Coppa d'Africa 1996                                                   | -                                                                           |                                                                             |
| 22-4-1995                                                                   | Brazzaville                                                                 | Rep. del Congo                                                              | 0 – 2                                                                       | Sierra Leone                                                                | Qual. Coppa d'Africa 1996                                                   | 1                                                                           |                                                                             |
| 3-6-1995                                                                    | Freetown                                                                    | Sierra Leone                                                                | 5 – 1                                                                       | Niger                                                                       | Qual. Coppa d'Africa 1996                                                   | 1                                                                           |                                                                             |
| 15-1-1996                                                                   | Bloemfontein                                                                | Sierra Leone                                                                | 2 – 1                                                                       | Burkina Faso                                                                | Coppa d'Africa 1996 - 1º turno                                              | 1                                                                           | 54’                                                                         |
| 18-1-1996                                                                   | Bloemfontein                                                                | Algeria                                                                     | 2 – 0                                                                       | Sierra Leone                                                                | Coppa d'Africa 1996 - 1º turno                                              | -                                                                           | 75’                                                                         |
| 16-6-1996                                                                   | Freetown                                                                    | Sierra Leone                                                                | 0 – 1                                                                       | Burundi                                                                     | Qual. Mondiali 1998                                                         | -                                                                           |                                                                             |
| 6-10-1996                                                                   | Tunisi                                                                      | Tunisia                                                                     | 2 – 0                                                                       | Sierra Leone                                                                | Qual. Coppa d'Africa 1998                                                   | -                                                                           |                                                                             |
| 9-11-1996                                                                   | Rabat                                                                       | Marocco                                                                     | 4 – 0                                                                       | Sierra Leone                                                                | Qual. Mondiali 1998                                                         | -                                                                           |                                                                             |
| 11-1-1997                                                                   | Freetown                                                                    | Sierra Leone                                                                | 1 – 0                                                                       | Gabon                                                                       | Qual. Mondiali 1998                                                         | -                                                                           | 62’                                                                         |
| 5-4-1997                                                                    | Freetown                                                                    | Sierra Leone                                                                | 1 – 1                                                                       | Ghana                                                                       | Qual. Mondiali 1998                                                         | -                                                                           |                                                                             |
| 26-4-1997                                                                   | Freetown                                                                    | Sierra Leone                                                                | 0 – 1                                                                       | Marocco                                                                     | Qual. Mondiali 1998                                                         | -                                                                           |                                                                             |
| 17-8-1997                                                                   | Obuasi                                                                      | Ghana                                                                       | 0 – 2                                                                       | Sierra Leone                                                                | Qual. Mondiali 1998                                                         | 1                                                                           |                                                                             |
| 22-4-2000                                                                   | Freetown                                                                    | Sierra Leone                                                                | 4 – 0                                                                       | São Tomé e Príncipe                                                         | Qual. Mondiali 1998                                                         | -                                                                           |                                                                             |
| 17-6-2000                                                                   | Lagos                                                                       | Nigeria                                                                     | 2 – 0                                                                       | Sierra Leone                                                                | Qual. Mondiali 2002                                                         | -                                                                           |                                                                             |
| 9-7-2000                                                                    | Accra                                                                       | Ghana                                                                       | 5 – 0                                                                       | Sierra Leone                                                                | Qual. Mondiali 2002                                                         | -                                                                           | 41’                                                                         |
| 25-2-2001                                                                   | Monrovia                                                                    | Liberia                                                                     | 1 – 0                                                                       | Sierra Leone                                                                | Qual. Mondiali 2002                                                         | -                                                                           |                                                                             |
| 10-3-2001                                                                   | Freetown                                                                    | Sierra Leone                                                                | 0 – 2                                                                       | Sudan                                                                       | Qual. Mondiali 2002                                                         | -                                                                           |                                                                             |
| 21-4-2001                                                                   | Freetown                                                                    | Sierra Leone                                                                | 1 – 0                                                                       | Nigeria                                                                     | Qual. Mondiali 2002                                                         | -                                                                           |                                                                             |
| 14-7-2001                                                                   | Freetown                                                                    | Sierra Leone                                                                | 0 – 1                                                                       | Liberia                                                                     | Qual. Mondiali 2002                                                         | -                                                                           |                                                                             |
| 8-6-2003                                                                    | Casablanca                                                                  | Marocco                                                                     | 1 – 0                                                                       | Sierra Leone                                                                | Qual. Coppa d'Africa 2004                                                   | -                                                                           |                                                                             |
| 22-6-2003                                                                   | Freetown                                                                    | Sierra Leone                                                                | 2 – 0                                                                       | Guinea Equatoriale                                                          | Qual. Coppa d'Africa 2004                                                   | 1                                                                           |                                                                             |
| 6-7-2003                                                                    | Libreville                                                                  | Gabon                                                                       | 2 – 0                                                                       | Sierra Leone                                                                | Qual. Coppa d'Africa 2004                                                   | -                                                                           | 89’                                                                         |
| 12-10-2003                                                                  | Brazzaville                                                                 | Rep. del Congo                                                              | 1 – 0                                                                       | Sierra Leone                                                                | Qual. Mondiali 2006                                                         | -                                                                           | 29’                                                                         |
| 14-6-2005                                                                   | Freetown                                                                    | Sierra Leone                                                                | 2 – 0                                                                       | Guinea                                                                      | Amichevole                                                                  | 1                                                                           |                                                                             |
| 3-9-2006                                                                    | Freetown                                                                    | Sierra Leone                                                                | 0 – 0                                                                       | Mali                                                                        | Qual. Coppa d'Africa 2008                                                   | -                                                                           |                                                                             |
| 24-3-2007                                                                   | Lomé                                                                        | Togo                                                                        | 3 – 1                                                                       | Sierra Leone                                                                | Qual. Coppa d'Africa 2008                                                   | -                                                                           |                                                                             |
| 17-10-2007                                                                  | Freetown                                                                    | Sierra Leone                                                                | 1 – 0                                                                       | Guinea-Bissau                                                               | Qual. Mondiali 2010                                                         | -                                                                           |                                                                             |
| 17-11-2007                                                                  | Bissau                                                                      | Guinea-Bissau                                                               | 0 – 0                                                                       | Sierra Leone                                                                | Qual. Mondiali 2010                                                         | -                                                                           | 79’                                                                         |
| 30-4-2008                                                                   | Monrovia                                                                    | Liberia                                                                     | 3 – 1                                                                       | Sierra Leone                                                                | Amichevole                                                                  | 1                                                                           |                                                                             |
| 1-6-2008                                                                    | Malabo                                                                      | Guinea Equatoriale                                                          | 2 – 0                                                                       | Sierra Leone                                                                | Qual. Mondiali 2010                                                         | -                                                                           | 80’                                                                         |
| 14-6-2008                                                                   | Freetown                                                                    | Sierra Leone                                                                | 1 – 0                                                                       | Sudafrica                                                                   | Qual. Mondiali 2010                                                         | 1                                                                           |                                                                             |
| 21-6-2008                                                                   | Pretoria                                                                    | Sudafrica                                                                   | 0 – 0                                                                       | Sierra Leone                                                                | Qual. Mondiali 2010                                                         | -                                                                           | 90+4’                                                                       |
| 6-9-2008                                                                    | Freetown                                                                    | Sierra Leone                                                                | 2 – 0                                                                       | Guinea Equatoriale                                                          | Qual. Mondiali 2010                                                         | -                                                                           |                                                                             |
| 11-10-2008                                                                  | Abuja                                                                       | Nigeria                                                                     | 4 – 1                                                                       | Sierra Leone                                                                | Qual. Mondiali 2010                                                         | -                                                                           | 34’ 43’                                                                     |
| 9-2-2011                                                                    | Lagos                                                                       | Nigeria                                                                     | 2 – 1                                                                       | Sierra Leone                                                                | Amichevole                                                                  | -                                                                           |                                                                             |
| 27-3-2011                                                                   | Niamey                                                                      | Niger                                                                       | 3 – 1                                                                       | Sierra Leone                                                                | Qual. Coppa d'Africa 2012                                                   | -                                                                           | 73’                                                                         |
| 2-6-2012                                                                    | Freetown                                                                    | Sierra Leone                                                                | 2 – 1                                                                       | Capo Verde                                                                  | Qual. Mondiali 2014                                                         | -                                                                           | 72’                                                                         |
| 9-6-2012                                                                    | Malabo                                                                      | Guinea Equatoriale                                                          | 2 – 2                                                                       | Sierra Leone                                                                | Qual. Mondiali 2014                                                         | -                                                                           | 46’                                                                         |
| 16-6-2012                                                                   | Freetown                                                                    | Sierra Leone                                                                | 4 – 2                                                                       | São Tomé e Príncipe                                                         | Qual. Coppa d'Africa 2013                                                   | -                                                                           |                                                                             |
| 8-9-2012                                                                    | Freetown                                                                    | Sierra Leone                                                                | 2 – 2                                                                       | Tunisia                                                                     | Qual. Coppa d'Africa 2013                                                   | -                                                                           | 88’                                                                         |
| Totale                                                                      |                                                                             | Presenze                                                                    | 41                                                                          |                                                                             | Reti                                                                        | 8                                                                           |                                                                             |

## Palmarès

### Giocatore

#### Club
- AFC Champions League: 1

Al-Ittihād: 2005